# Episodi di Chucky (seconda stagione)
La seconda stagione della serie televisiva Chucky, composta da 8 episodi, è stata distribuita negli Stati Uniti da Syfy e USA Network a partire dal 5 ottobre 2022.
In Italia sono andati in onda a partire dal 15 febbraio 2023 su Italia 1, dopo l'una di notte.
| n. | Titolo originale              | Titolo italiano                       | Prima TV USA     | Prima TV Italia  |
| -- | ----------------------------- | ------------------------------------- | ---------------- | ---------------- |
| 1  | Halloween II                  | Halloween II                          | 5 ottobre 2022   | 15 febbraio 2023 |
| 2  | The Sinners are Much More Fun | I peccatori sono molto più divertenti | 12 ottobre 2022  | 22 febbraio 2023 |
| 3  | Hail, Mary!                   | Penitenza!                            | 19 ottobre 2022  | 1º marzo 2023    |
| 4  | Death on Denial               | Il rifiuto della morte                | 26 ottobre 2022  | 8 marzo 2023     |
| 5  | Doll on Doll                  | Bambola contro Bambola                | 2 novembre 2022  | 15 marzo 2023    |
| 6  | He is Risen Indeed            | Il Colonnello                         | 9 novembre 2022  | 22 marzo 2023    |
| 7  | Goin’ to The Chapel           | L'esorcismo                           | 16 novembre 2022 | 29 marzo 2023    |
| 8  | Chucky Actually               | Natale in casa Chucky                 | 23 novembre 2022 | 5 aprile 2023    |

## Halloween II
- Diretto da: Jeff Renfroe
- Scritto da: Don Mancini

Mentre la bambola Tiffany lo tiene sotto tiro Andy all'interno del camion contenente i bambolotti Tipo Bello, lui riesce ad ucciderla con un colpo di pistola di quest'ultima.
Tuttavia, i bambolotti si rianimano, costringendo Andy a guidare fino a precipitare da un dirupo. Sei mesi dopo, Jake ora vive con una famiglia affidataria a Salem, nel New Jersey, con il fratello adottivo minore Gary. La notte di Halloween 2022, sia Jake che Devon anche lui adottato da un'altra famiglia, ricevono telefonate minacciose da Chucky, che rivela di essere fuori dalla casa di Lexy. Caroline lo fa entrare, credendo che sia lo spirito di Halloween, mentre Devon chiama la polizia.
La sindaca Cross, in terapia con Caroline e Lexy, incolpa Junior degli omicidi di Hackensack. La loro terapista, la psicologa Mixter, aiuta Caroline a superare la sua nuova paura delle bambole dandole una bambola vestita da sposa di nome Belle. 
Lexy si insospettisce e avverte Caroline di non fidarsi di lei o di qualsiasi altra bambola, la ragazza avvisa Jake e Devon della faccenda e la raggiungono.
Il giorno successivo, Gary arriva a casa di Lexy con Chucky al seguito, portando una bomba fatta di fertilizzante e del gas butano, Chucky spiega che una parte del suo esercito di bambolotti è sopravvissuta all'incidente del camion e che aveva pianificato di attirare Jake, Devon e Lexy nello stesso luogo in modo da poterli uccidere tutti e tre insieme.
Quando Chucky si distrae, Devon ne approfitta e lo colpisce con un teiser, facendogli sganciare la bomba che viene raccolta e portata via da Gary, ma Chucky lo attacca e la fa esplodere, uccidendo sé stesso e il bambino. Jake, Devon e Lexy vengono accusati della sua morte e invece del carcere minorile vengono inviati alla Catholic School of the Incarnate Lord, un istituto per giovani criminali a Burlington nel New Jersey. Quando arrivano, Devon riconosce immediatamente il luogo come lo stesso edificio dove Charles Lee Ray è cresciuto. Poco dopo il loro arrivo, un camion della posta consegna alla scuola un pacco delle dimensioni della scatola di Chucky.

## I peccatori sono molto più divertenti
- Diretto da: Samir Rehem
- Scritto da: Don Mancini e Mallory Westfall

Tiffany si sveglia accanto alla testa insanguinata della bambola Tiffany che Andy aveva ucciso quasi un anno prima. Chucky / Nica, che ora sono prigionieri di Tiffany, il Chucky nel corpo di Nica avverte Tiffany che sta arrivando qualcuno di loro per ucciderla. Alla Catholic School of Incarnate Lord, Jake, Devon e Lexy incontrano padre Bryce, nonché il preside dell'istituto, e l'eccentrica compagna di stanza di Lexy, Nadine, che ammette di essere cleptomane. Lexy incontra Trevor, il bullo della sua infanzia, nel frattempo, il bambolotto Chucky inviato all'istituto si risveglia e fa morire di un attacco di cuore la madre superiore Elizabeth, e poi fotografa il cadavere. Quando padre Bryce sorprende Jake ad affrontare Chucky, li rinchiude nella stessa stanza, facendo leggere al ragazzo un brano della Bibbia, Chucky poi lo fotografa e scappa attraverso il camino. Nadine lo trova e lo ruba portandolo nella sua stanza e quella di Lexy e lo nasconde sotto il suo letto, Chucky fotografa Lexy mentre sniffa il clonazepam, Lexy e Nandine si accorgono di lui e cominciano a gridare attirando l'attenzione della scuola. Lexy fa intuire a Jake e Devon che Chucky si sia nascosto nel bagno, i due ragazzi lo trovano e lo legano per chiedergli delle informazioni; Jake ipotizza che questo specifico Chucky non è un assassino, ma una specie di spia. 
Un detective di nome Sam, fa visita alla villa di Tiffany credendo che ella sia Jennifer Tilly per indagare sulla scomparsa di Nica. All'inizio Tiffany nega tutto, ma quando il detective ritorna, lei confessa che nasconde Nica per proteggerla e poi lo uccide tagliandoli la gola.
Si scopre che Nica e il Chucky che è nel suo corpo hanno stretto un'alleanza per sconfiggere Tiffany, intanto Glen e Glenda, i figli gemelli di Chucky e Tiffany, arrivano a casa della madre per festeggiare il loro compleanno.

## Penitenza!
- Diretto da: Samir Rehem
- Scritto da: Nick Zigler e Rachael Paradis

Lexy scopre che Chucky ha un solo contatto nel suo cellulare, chiamato il "Colonnello". Trevor, che vede la droga in possesso di Lexy, la informa che sua madre ha perso la rielezione da sindaca, successivamente minaccia di usare la sua influenza per rovinarle la vita. Quando Chucky si rifiuta di rivelare qualsiasi informazione, Jake cerca di portarlo dalla loro parte facendogli il lavaggio del cervello costringendolo a guardare video di scene dei film horror. Il bambolotto si sente male e gli fanno guardare dei cartoni animati innocui. L'esperimento sembra funzionare, rendendo Chucky apparentemente docile. Jake e Devon discutono sui loro metodi, con Devon che vuole uccidere Chucky, mentre Jake, ancora sopraffatto dal senso di colpa per la morte di Gary, crede di poter perdonare se stesso solo se riuscirà a perdonare anche Chucky. Padre Bryce vede i due baciarsi, e punisce Devon togliendogli il bambolotto. Nel frattempo un altro bambolotto Chucky, viene consegnato all'istituto, e uccide il prete O'Malley strangolandolo con il suo stesso rosario mentre Nadine è in confessionale con lui. Quando Lexy soffre di un attacco di ansia, il Chucky docile se ne va, presentandosi poi sulla scrivania di padre Bryce, che annulla la punizione di Devon. Lexy ammette a Nadine che soffre di depressione e rabbia, e le due stringono amicizia. Poco dopo Trevor entra nella stanza vuota di Lexy per metterle la droga nel suo cassetto per metterla nei guai con le suore, ma il nuovo Chucky lo segue e lo uccide brutalmente facendo un foro nel corpo usando il suo braccio destro come arma. Jake, Devon, Lexy e Nadine sono costretti a nascondere il cadavere, quando arriva l'ispezione delle camere. Mentre il nuovo Chucky, che è più muscoloso e più forte del normale, entra nell'ufficio di padre Bryce e pronto a minacciare il Chucky docile.

## Il rifiuto della morte
- Diretto da: Don Mancini
- Scritto da: Alex Delyle e Kim Garland

Dopo gli eventi del secondo episodio, Glen e Glenda arrivano a casa della madre per festeggiare il loro compleanno. I due sospettano che la loro madre, Jennifer Tilly, sia in realtà Tiffany Valentine, e la interrogano chiedendole di Nica, ma Tiffany si finge ignorante alla domanda. Tuttavia Glen e Glenda non hanno alcun ricordo di quando erano un unico bambolotto, però quest'ultima racconta alla madre di un incubo ricorrente in cui uccide una giovane donna dandole fuoco, e una voce maschile confortante che la chiama Faccia di Merda. Glen e Glenda invitano dei colleghi di Jennifer: Gina Gershon, Joe Pantoliano, Sutton Stracke per una festa a sorpresa, e si presenta anche la sorella minore di Jennifer, Meg Tilly. Tiffany ha anche assunto un maggiordomo, Jeeves, che irrita rapidamente gli ospiti con le sue domande nonostante Tiffany lo abbia assunto solo per sorvegliare la stanza di Nica. Quando Nica scompare dalla sua stanza e Jeeves viene ritrovato morto, a causa di arsenico aggiunto nel suo calice di champagne, Tiffany finge che la festa sia una Cena con Delitto. Mentre Tiffany cerca Nica e interroga i suoi ospiti sulla morte di Jeeves, viene rivelato che Glen sta aiutando Nica e la sta tentando di aiutarla a fuggire. In un flashback di tre mesi prima viene mostrato che Glen e Glenda avevano scoperto di Nica, e Glenda innescava accidentalmente la personalità di Chucky dal corpo di Nica; quest'ultimo le confessa di essere suo padre e la convince ad aiutarlo a uccidere Tiffany. Nel presente, mentre Glen cerca di accompagnare Nica fuori di casa, la vista del cadavere di Joe nascosto nell'ascensore risveglia Chucky dal corpo di Nica e Glenda fa perdere i sensi a Glen. Con l'ausilio di nuove protesi meccaniche, Chucky cerca di sparare a Tiffany, ma la pistola è scarica. Tiffany schiaffeggia Chucky, riportando indietro Nica. Glen decide di restare indietro mentre Glenda fugge con Nica che, prima di andarsene, dice al fratello di chiedere di Tiffany Valentine alla madre, e le due entrando in un van guidato da Kyle, che si scopre essere sopravvissuta all'esplosione di un anno prima. 
In una scena dopo i titoli di coda, Chucky rompendo la quarta parete, rivela al pubblico che Glenda ha ucciso Jeeves, mentre Gina ha esaurito i proiettili della pistola uccidendo Joe.

## Bambola contro Bambola
- Diretto da: Lesie Libman
- Scritto da: Mallory Westfall e Isabella Gutierrez

Dopo gli eventi del terzo episodio, i due Chucky lottano nell'ufficio di padre Bryce; il Chucky docile, che ora si fa chiamare il Chucky buono, prende il sopravvento e accoltella il malvagio Chucky crocifiggendolo. Nadine convince Lexy a sbarazzarsi della droga e la ragazza la butta nello scarico del bagno; poco dopo le due scoprono che il corpo di Trevor è sparito. Devon non sopporta che Jake protegga il Chucky buono, e quando padre Bryce trova Devon accanto al Chucky accoltellato, decide di portarlo nella cappella e fargli ripassare un brano della Bibbia. In seguito convoca il personale dell'istituto e la psicologa Mixter sul decidere o meno di mandare Devon in un riformatorio e ordina a suor Ruth di buttare il bambolotto. Nel frattempo, Glen, che ha lo stesso incubo ricorrente di Glenda, la contatta. Glen affronta la madre sulla prigionia di Nica, ma Tiffany si rifiuta di divulgare qualsiasi informazione a meno che Glen non riveli dove si trova Nica. Meg, sospettosa riguardo al comportamento della sorella, decide di restare a casa di Tiffany. Poco dopo si scopre che l'anima di Jennifer è rimasta prigioniera e intrappolata nella bambola di Tiffany per 18 anni, mentre stava tentando di mandare richieste d'aiuto per posta, ma Tiffany la scopre e le chiede informazioni sul suo passato, tuttavia le fornisce delle false informazioni. Quando Tiffany lo scopre va da Jennifer per affrontarla, però viene seguita da Glen e Meg. Jennifer vedendo la sorella, le chiede aiuto ma Tiffany la uccide accoltellandola alla gola, pentendosi subito dopo, poi rivela la sua vera identità a Glen per poi mostrargli il bambolotto originale di Glen e Glenda. Più tardi Tiffany incendia la villa e se ne va insieme al figlio, al bambolotto e Jennifer, che è stata legata per andare a cercare Glenda per mostrargli il bambolotto. Nel frattempo il malvagio Chucky si riprende davanti a suor Ruth, che si convince di essere una reincarnazione di Dio, la donna decide di fare quello che lui ordinerà. Poco dopo Nadine e Jake battezzano il Chucky buono, mentre Devon e Lexy seguono gli indizi dalle foto sul cellulare di Chucky, conducendoli a una capanna vicino al parco. Nel momento in cui vedono i corpi morti dei bambolotti di Chucky e quelli del padre O'Malley e di Trevor, poi notano il Colonnello, che è un Chucky calvo che tortura il corpo ancora vivo di Andy, poi arriva la dottoressa Mixter che si scopre essere la sua complice e chiama il Colonnello, Charlie.

## Il Colonnello
- Diretto da: Lesie Libman
- Scritto da: Alex Delyle e Kim Garland

In un flashback: Andy Barclay con il tentativo di uccidere tutti i bambolotti Tipo Bello, in un colpo solo, si era lanciato con il furgone da una scogliera con il veicolo che conteneva i Chucky. Tuttavia, il suo piano fallisce parzialmente poiché una parte dei bambolotti sopravvivono alla caduta e Andy viene portato via da alcuni di loro e torturato da un anno dal Colonnello Chucky, che sta scheggiando la carne del suo corpo per mangiarla, poi si copre che ha ucciso tutti i Chucky sopravvissuti all'esplosione.
La psicologa Mixter che si rivela essere stata la terapista dell'infanzia di Charles Lee Ray, aggiorna il Colonnello sulla fuga di Nica dalla casa di Tiffany. Si riferisce al frammento dell'anima di Chucky dentro Nica come il Chucky primario e lo avverte che man mano che un Chucky muore più bambolotti Tipo Bello, perdono efficacia. Il Colonnello si prepara a visitare l'istituto per la fase successiva del suo piano insieme alla Mixter. Lexy e Devon approfittano della loro assenza per liberare Andy e lo portano nell'istituto, lasciandolo alle cure di suor Catherine. Il giorno dopo Glenda fa di nuovo lo stesso incubo, e Glen le manda la foto del bambolotto che erano una volta, mentre il telegiornale rivela che la polizia sta indagando sulle morti nella villa di Jennifer e afferma che lei, Glen, Glenda e Nica, sono ricercati. Kyle rivela a Chucky nel corpo di Nica che è sopravvissuta all'esplosione, dove ha perso l'orecchio sinistro, poi cerca di convincerlo a rivelare dove si trova Andy, tuttavia, Chucky le mente insistendo che sia morto e rivela che il suo piano è di lasciare il corpo di Nica per rientrare in un bambolotto Tipo Bello, prima di cercare di far uccidere Kyle con l'aiuto di Glenda, ma lei si rifiuta e Nica riprende il controllo del suo corpo. Alla fine, il Colonnello arriva all'istituto e avvelena il Chucky muscoloso mettendo dell'arsenico nelle ostie che stava mangiando. Il Chucky buono, vedendo Lexy in preda al panico, le consegna la droga. Lexy, Jake, Devon e Nadine sono pronti per combattere contro il Colonnello, ma la lotta finisce prima di iniziare, perché mentre il Colonnello si dirigeva verso la stanza dove il gruppo lo stava aspettando, viene ucciso infilzato alla nuca da un paio di forbici, da Andy. Quest'ultimo cerca di uccidere anche il Chucky buono, ma viene fermato da Jake, all'improvviso arriva nella stanza anche Mixter che porta via il Chucky buono per convincerlo a ritornare come era prima e rinchiude i ragazzi e Andy in camera, ma incontra il padre Bryce e Catherine, che viene ferita da un colpo di pistola al braccio sinistro dalla Mixter. I ragazzi e Andy si liberano dalla stanza, e quest'ultimo cerca di combattere contro Mixter, ma lei riesce a metterlo fuori combattimento. Nel frattempo il Chucky buono approfitta della situazione per fuggire via e padre Bryce e suor Catherine lo guardano increduli, mentre vengono presi sotto mira dalla pistola della Mixter. Nadine insegue il Chucky buono fino al campanile dell'istituto e quando cerca di abbracciarlo, Chucky la spinge giù dalla sporgenza, facendola precipitare sulla statua della Madonna, morendo sul colpo. Lexy, Jake e Devon assistono impotenti alla scena, e il Chucky buono si rende conto che il suo lato serial killer sta avendo il sopravvento.

## L'esorcismo
- Diretto da: John Hyams
- Scritto da: Nick Zigler e Amanda Blanchard

La Mixter afferma di aver bisogno del corpo del Chucky buono per trasferire l'anima del Chucky dal corpo di Nica nel bambolotto Tipo Bello. Costringe padre Bryce insieme al resto del gruppo ad eseguire un esorcismo sul Chucky buono per mandare la sua anima all'Inferno, in modo che il corpo rimanga vuoto per l'anima del Chucky primario. 
Padre Bryce chiama il Vaticano per chiedere il permesso di procedere con l'esorcismo, ma con la diffusione della notizia viene scomunicato dalla chiesa. 
Padre Bryce, arrabbiato, decide di continuare ugualmente.
Lexy traumatizzata per la morte della sua amica va in overdose di clonazepam, arrivando ad avere allucinazioni sullo spirito di Nadine, che la convince ad andare avanti.
Intanto Glenda chiede risposte a Chucky, ma il padre le dice che è un'assassina come lui.
Nel frattempo, Tiffany scopre che Jennifer Tilly è ricercata dalla polizia e quindi pensa di scambiare nuovamente i corpi con lei, ma quando Jennifer riesce a liberarsi e scappare via dall'auto viene uccisa investita da un camion. Durante l'esorcismo l'anima del Chucky buono entra nel corpo di padre Bryce che esplode, uccidendo entrambi. Nica esegue con successo il rituale liberandosi dell'anima di Chucky. Jake tenta di ucciderlo, ma arriva suor Ruth, tenendo Lexy sotto tiro con una pistola. Jake permette alla Mixter di andarsene con Chucky quando suor Ruth si prepara comunque ad uccidere Lexy, ma Glenda la uccide, lanciandole un coltello nell'occhio sinistro. Andy insegue la Mixter e Chucky e riesce ad uccidere il bambolotto con dei colpi di pistola, ma la Mixter riesce a fuggire. Tiffany e Glen arrivano all'istituto, dove Nica tenta di sparare a Tiffany per il male che le ha procurato, ma Glen salta sulla traiettoria del proiettile, venendo ferito. Nica rimane scioccata mentre Tiffany e Glenda portano via Glen per salvarlo.
Alla fine la Mixter fugge via in auto ridendo maliziosamente.

## Natale in casa Chucky
- Diretto da: Jeff Renfroe
- Scritto da: Don Mancini, Alex Delyle e Mallory Westfall

In un flashback rivela che la psicologa Mixter era complice di Charles Lee Ray, sin da quando lui era un bambino e che il Chucky fuggito con la Mixter è stato in grado di eseguire il rituale per scambiare i loro corpi prima che Andy potesse uccidesse il presunto Tipo Bello. Ora nel suo corpo, Chucky recupera un nuovo bambolotto Tipo Bello rinchiuso nella cassaforte dall'ufficio della Mixter, in cui si trasferisce la sua anima. Poi la polizia trova il corpo della Mixter, e dato che era collegata ai brutti eventi avvenuti all'istituto lo fanno chiudere per sempre. Quasi tre settimane dopo, Devon, Jake e Lexy ritornano ad Hackensack, quest'ultima frequenta una terapia di gruppo e invita Jake e Devon a restare a casa sua per Natale. Alla vigilia di Natale, Jake e Devon, insieme a Lexy e Michelle Cross, riparano le rispettive relazioni. Con il peggioramento delle condizioni di Glen, Tiffany decide di salvarli trasferendo le loro anime nel loro bambolotto originario. Il poliziotto che stava facendo la guardia alla camera di Glen entra dentro la stanza e Tiffany entrata di nascosto lo stordisce colpendolo con un vaso di fiori in testa e Glenda lo uccide con il defibrillatore facendoli prendere fuoco alla testa, Tiffany esegue il rituale: trasferiscono entrambe le anime dei gemelli nel loro bambolotto originario facendo morire però i veri figli di Jennifer. Il bambolotto con le due anime fuse, decide di chiamarsi GG. Tiffany sotto la richiesta di quest'ultimo lo spedisce in Inghilterra, in modo che possa saperne di più del suo passato, e Tiffany scopre dal profilo Instagram di Michelle che possiede una bambola Belle. Chucky arriva a casa Cross, così come Tiffany. Chucky uccide Michelle tagliandola a metà in verticale con una motosega silenziosa, mentre tentava di fare una foto alla presunta Jennifer, Lexy arriva e furibonda uccide Chucky con la stessa motosega. Jake e Devon feriscono Tiffany accoltellandola mentre sta per prendere la bambola Belle, ma Caroline, la cui mente è stata completamente distorta da Chucky, afferma che Tiffany è la sua vera madre e se ne va con lei e la bambola Belle. Il giorno successivo, Jake, Devon e Lexy ricevono la visita di miss Fairchild, che crede alle loro storie su Chucky. Tre settimane dopo, il 16 gennaio 2023, in un hotel a Times Square, Tiffany riceve una telefonata da Nica Pierce. Nica si scusa per quello che ha fatto a Glen, ma afferma che non è cambiato nulla tra loro, e giura di torturarla e ucciderla, infine le fa capire di essere pericolosamente vicina. Nel panico, Tiffany tenta di trasferire la sua anima nella bambola Belle, ma fallisce, poiché la bambola è in realtà Chucky sotto mentite spoglie, che la donna lo ha riportato in vita accidentalmente. Caroline sorride mentre lui si avvicina a Tiffany e si prepara a pugnalarla.
- Curiosità: 
  - All'inizio dell'episodio, quando Charles Lee Ray reincarnato nella dottoressa Mixter recupera il Chucky primario per trasmigrare la sua anima, apre la cassaforte nella parete digitando la combinazione "11988", è l'anagramma del 9 novembre 1988, data della sua morte da umano e della data di uscita nelle sale cinematografiche statunitensi del primo film della saga de La bambola assassina.
  - Nella scena finale dove Chucky rompe la quarta parete riassume le sue uccisioni, con lo stile della canzone Twelve Days of Christmas.

## Loghi
Come per la prima stagione l'intro di ogni episodio ha un logo diverso l'uno dall'altro composto da vari oggetti che compongono la scritta Chucky.
1. Zucche di Halloween con alcune scolpite i volti di Chucky.
2. Quadri con le foto di Chucky e Nica.
3. Crocefissi argentati.
4. TV anni 80, con trasmettono le scene di Chucky nella prima stagione.
5. Animali di peluche.
6. Teste del Colonnello Chucky.
7. Candele da chiesa accesse.
8. Ghirlanda innevata, decorata com luci natalizie, coltelli da voodoo, martelli di Tipo Bello e motoseghe.